# Robert Milton Young
Pour les articles homonymes, voir Robert Young et Young.
Ne pas confondre avec Robert Malcolm Young.
Robert Milton Young, plus connu sous le nom de Robert M. Young, est un scénariste et réalisateur américain, né le 22 novembre 1924 à New York et mort le 6 février 2024 à Los Angeles.

## Filmographie

### Producteur
- 1964 : Nothing But a Man de Michael Roemer
- 1977 : Short Eyes (en)
- 1989 : Harry Plotnick seul contre tous (The Plot Against Harry) de Michael Roemer
- 1992 : Sans rémission (American Me) de Edward James Olmos
- 2006 : Walkout (en) de Edward James Olmos

### Scénariste
- 1956 : Secrets of the Reef (en)
- 1964 : Nothing But a Man de Michael Roemer
- 1973 : Amanda Fallon (en) de Jack Laird
- 1976 : To Fly! (en) de Jim Freeman et Greg MacGillivray
- 1977 : Visions (en)
- 1977 : Alambrista!
- 1982 : The Ballad of Gregorio Cortez
- 1982 : American Playhouse (en)

### Réalisateur
- 1956 : Secrets of the Reef (en)
- 1960 : World Wide '60
- 1967 : At the Winter Sea Ice Camp: Part 4
- 1969 : J.T.
- 1970 : The Eskimo: Fight for Life
- 1972,1974 et 1976 : National Geographic Specials
- 1973 : Children of the Fields
- 1977 : Short Eyes (en)
- 1977 : Alambrista!
- 1978 : NBC Special Treat (en)
- 1979 : Rich Kids
- 1980 : One-Trick Pony
- 1982 : The Ballad of Gregorio Cortez
- 1982 : American Playhouse (en)
- 1986 : Saving Grace
- 1986 : Extremities
- 1987 : We Are the Children
- 1988 : Nicky et Gino (Dominick and Eugene)
- 1989 : Triumph of the Spirit
- 1991 : Talent for the Game
- 1993 : Children of Fate: Life and Death in a Sicilian Family coréalisé avec Michael Roemer, Susan Todd et Andrew Young
- 1993 : Roosters
- 1995 : Solomon & Sheba (en)
- 1995 : Slave of Dreams (en)
- 1996 : Caught (en)
- 1997 et 1998 : Une sacrée vie (en) (Nothing Sacred)
- 2001 : Expédition panda en Chine (en) (China: The Panda Adventure)
- 2004 : Below the Belt
- 2004-2009 : Battlestar Galactica
- 2011 : The Maze coréalisé avec David Grubin